# Газ-менеджмент
Газ-менеджмент — набор расчётов в дайвинге, призванный ответить на следующие вопросы:
- Сколько и каких газовых смесей необходимо для совершения погружения?
- Какого объёма будут используемые баллоны?
- При каком давлении в баллонах необходимо начать возврат?
- В какой момент времени необходимо начать возврат?
- Какой резерв газовых смесей нужен?

## Объём минутного расхода
Основой для расчётов в газ-менеджменте является RMV (от англ. Respiratory minute volume — объём минутного расхода), темп дыхания. Для новичка в подводном плавании значение RMV больше, чем для опытного пловца. Определяется экспериментальным путём. Перед измерениями выясняется объём баллона. Для измерения надевается акваланг, пловец плывёт по поверхности, в обычном для погружения режиме, дыхание осуществляется через лёгочный автомат. Есть две методики:
- На манометре выбирается «круглое» число (для метрической системы обычно кратное 10 бар — манометры для подводных погружений чаще всего градуированы с шагом в 10 бар), засекается момент времени, в который было достигнуто нужное давление. Далее дайвер плавает до момента, когда давление понизится на 10 бар. Выясняется, за какой промежуток времени были израсходованы 10 бар из баллона (спарки). Отсюда, {\displaystyle RMV={\frac {10\times V_{tank}}{T}}}, где {\displaystyle V_{tank}} — объём баллона, в литрах; T — время, в минутах, за которое давление в баллоне упало на 10 бар.
- Засекается время, выясняется давление в баллоне. Далее пловцу нужно плавать целое количество минут (обычно — 5). Выясняется давление в баллоне после заплыва. Отсюда, {\displaystyle RMV={\frac {(P_{1}-P_{2})\times V_{tank}}{T}}}, где {\displaystyle P_{1}} — давление в начале эксперимента, {\displaystyle P_{2}} — давление в конце эксперимента, {\displaystyle V_{tank}} — объём баллона, в литрах; T — время эксперимента, в минутах.

Для большей точности рекомендуется применять первую методику, так как точно измерить падение давления (цена деления на манометре — 10 бар, погрешность — 5 бар) довольно сложно.
Если объём минутного расхода в результате эксперимента оказался менее 20 литров в минуту, для дальнейших расчётов принимается значение RMV равное 20 литрам в минуту. Использовать меньшие значения для расчётов не допускается.

## Необходимый объём газов
Необходимый объём газов рассчитывается для каждого этапа погружения. Под этапом погружения подразумевается нахождение на заданной глубине некоторое время. Расход газовой смеси считается по формуле {\displaystyle V=RMV\times \sum _{i=1}^{n}(t_{i}\times {\frac {d_{i}+10}{10}})}, где, V — общий расход (необходимый объём) газа, i — этап погружения, {\displaystyle t_{i}} — время нахождения (мин), на глубине {\displaystyle d_{i}} (м). Данный расчёт производится для всех используемых в погружении газовых смесей.

## Резерв газов
- Для сложнотехнических погружений минимальным необходимым резервом газа считается 1/3: одной трети газовой смеси должно хватить обоим пловцам в случае отказа оборудования у одного из них в самой дальней точке погружения для возвращения на поверхность или на глубину переключения на декомпрессионную смесь.
- Для декомпрессионных смесей резерв считается как 1/6; При этом резервы считаются таким образом, чтобы при полной потере декомпрессионного газа запаса смеси с предыдущего этапа погружения (с меньшим содержанием кислорода) хватало для прохождения декомпрессии на текущем этапе.[источник не указан 1681 день]

## Подбор баллонов
Ёмкости баллонов должно хватать для хранения требуемого для погружения количества газовых смесей при допустимом для данного типа баллонов давлении.

## Давление возврата
Давление возврата считается по пловцу с минимальным запасом газа и по пловцу с максимальным темпом дыхания. Варианты расчёта давления возврата:
- Оба пловца имеют одинаковый темп дыхания и одинаковый объём баллонов. {\displaystyle P_{ret}={\frac {2}{3}}P}, где P — начальное давление в баллонах; {\displaystyle P_{ret}} — давление возврата.
- Пловцы имеют различный темп дыхания и/или различный объём баллонов (запас газа). {\displaystyle P_{ret}={\frac {2\times RMV\times {\frac {1}{2}}t_{dive}\times {\frac {D+10}{10}}}{V_{tank}}}}, где {\displaystyle P_{ret}} — давление возврата, в барах; RMV — темп дыхания у самого интенсивно дышащего пловца, в литрах в минуту;{\displaystyle t_{dive}} — донное время (в том числе время подъёма до первого переключения на другой газ), в минутах;D — глубина погружения, в метрах; {\displaystyle V_{tank}} — объём меньшего баллона (меньшей спарки), в литрах. В принципе, {\displaystyle 2\times RMV} можно заменить на сумму RMV обоих пловцов, однако использование удвоенного RMV является более безопасным.[источник не указан 1681 день]

## Время возврата
Возврат начинается при прохождении половины донного времени.